# Johann Ernst Oswald von Richthofen
Johann „Hans“ Ernst Oswald von Richthofen (geb. 8. Oktober 1767 in Leschkowitz, Landkreis Glogau (Schlesien); gest. 10. Januar 1823 in Würgsdorf (Landkreis Bolkenhain)) war ein preußischer Landrat.

## Leben
Johann Ernst Oswald von Richthofen war Angehöriger des Adelsgeschlechts Richthofen. Er war ein Sohn von Johann Wilhelm Diprand von Richthofen (1731–1779), Erbherr auf Leschkowitz, Pürschen, Würgsdorf und Halbendorf (Landkreis Bolkenhain), sowie seit 1772 Landesältester im Landkreis Glogau. Seine Mutter war Henriette Eleonore (1727–1803), Tochter des Freiherrn Carl Heinrich von Czettritz auf Nimmersatt und Kunzendorf. Dem Wunsch seines Vaters entsprechend hätte er die Ritterakademie in Liegnitz besuchen sollen, jedoch zog er den Privatunterricht durch seine Mutter vor. Im Anschluss widmete er sich wohl der Landwirtschaft. Am 5. Februar 1790 erhielt er nach Antrag die Volljährigkeitserklärung (lat. venia aetatis), womit ihm die Möglichkeit gegeben wurde Würgsdorf zu übernehmen. 
Seit 1797 fungierte er als Marschkommissar im Kreis Bolkenhain. 1799 wurde er Landesältester und im Jahr 1800 Urbarienkommissar. Am 21. September 1805 wurde er mittels Ordre als neuer Landrat des Kreises Bolkenhain-Landeshut bestätigt. Nachdem der Kreis zum 1. Januar 1818 in die beiden Kreise Bolkenhain und Landeshut aufgespalten worden war, blieb er noch bis zu seinem Tod im Jahr 1823 Landrat des Kreises Bolkenhain.

## Persönliches
Johann Ernst Oswald von Richthofen war seit Dezember 1789 mit Johanne Marianne Amalie (1767–1836), Tochter des Kriegrats Carl Nicolovius, verheiratet.